# Podocarpus costaricensis
Podocarpus costaricensis är en barrträdart som beskrevs av De Laub. och John Silba. Podocarpus costaricensis ingår i släktet Podocarpus och familjen Podocarpaceae. IUCN kategoriserar arten globalt som sårbar. Inga underarter finns listade i Catalogue of Life.